# Frederick Richards

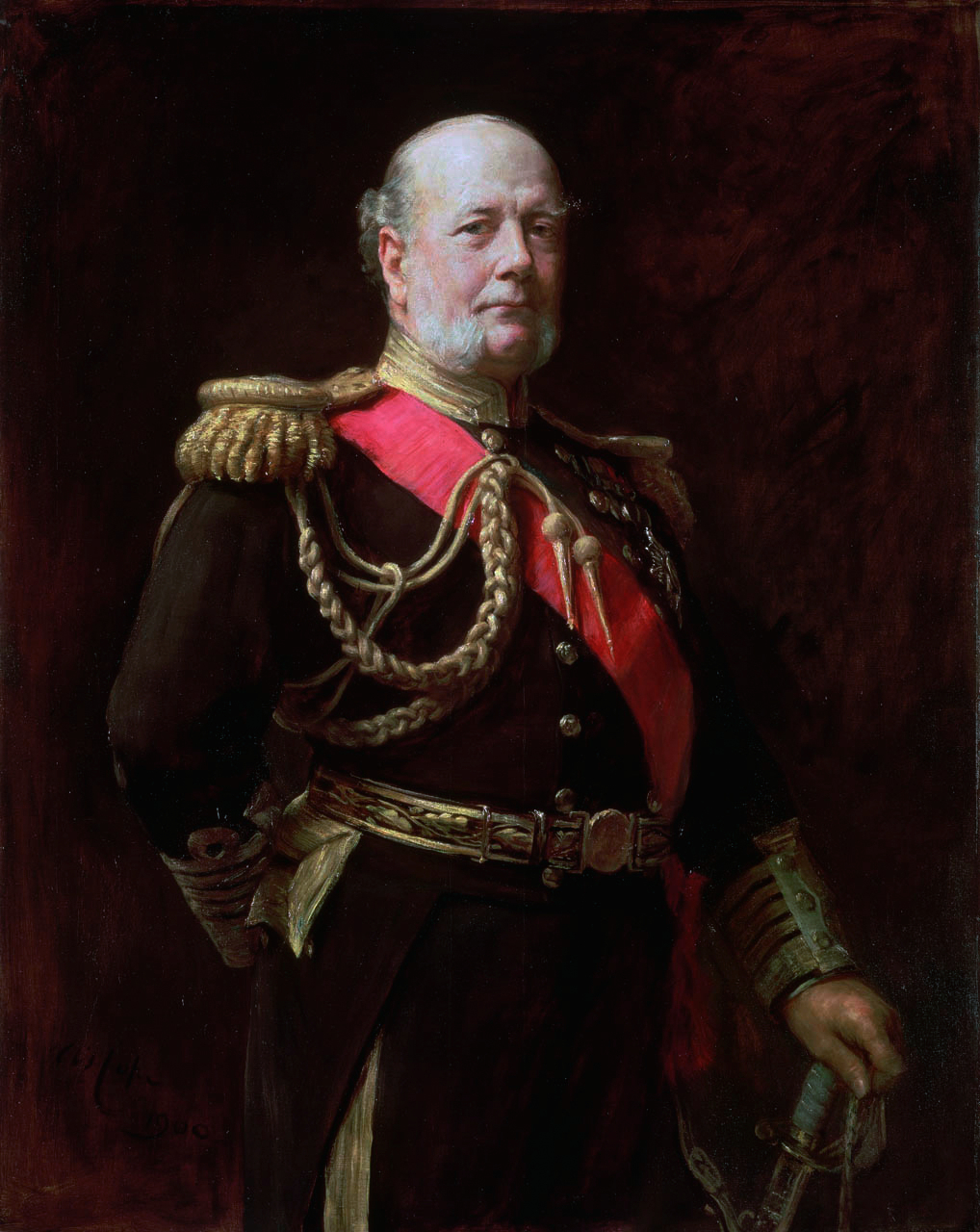
Admiral of the Fleet Sir Frederick William Richards (Gemälde von Arthur Stockdale Cope)

Sir Frederick William Richards, GCB, FRGS (* 30. November 1833 in Ballyhally, County Wexford, Irland; † 28. September 1912 in Horton Court, Chipping Sodbury, Gloucestershire, England) war ein britischer Flottenadmiral der Royal Navy, der unter anderem zwischen 1893 und 1899 Erster Seelord war.

## Leben

### Seeoffizier

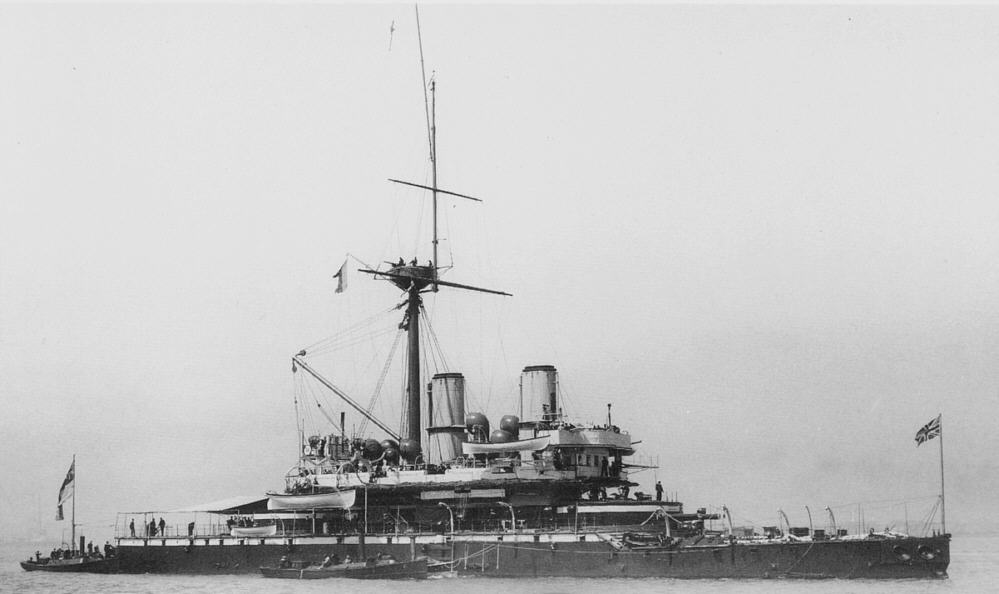
Kapitän zur See Richards war von 1873 bis 1877 Kommandant des Panzerschiffs HMS Devastation

Frederick William Richards, Sohn von Kapitän zur See Edwin Richards, wurde nach dem Besuch der Royal Naval School 1848 als Seekadett in die Royal Navy und erhielt am 31. Oktober 1855 seine Beförderung zum Kapitänleutnant (Lieutenant). Er nahm zwischen 1856 und 1860 am Zweiten Opiumkrieg teil und war nach verschiedenen Verwendungen als Seeoffizier zwischen Oktober 1873 und Mai 1877 als Kapitän zur See (Captain) Kommandant des Panzerschiffs HMS Devastation. Er fungierte von Januar bis Oktober 1878 als Kommandierender Kapitän der Medway Steam Reserve und war im Anschluss als Commodore zwischen Oktober 1878 und Januar 1882 Kommandant der Korvette HMS Boadicea.
Als solcher war Richards zugleich von März 1879 bis April 1882 Oberkommandierender der Marine-Stützpunkte am Kap der Guten Hoffnung und Westafrika (Commander-in-Chief, Cape of Good Hope Station and West Africa Station) und war in diesen Funktion am Zulukrieg beteiligt, der vom 11. Januar bis 1. September 1879 stattfand und nach dem Sieg der Briten zur Annexion des Königreichs Zululand führte. Für seine dortigen Verdienste wurde er 1879 Companion des Order of the Bath (CB). Für seine Verdienste während des Ersten Burenkrieges, der 16. Dezember 1880 bis 23. März 1881 in Südafrika stattfand und zur Selbstverwaltung Transvaals unter formeller britischer Oberherrschaft führte, wurde er 1881 zum Knight Commander des Order of the Bath (KCB) geschlagen, woraufhin er den Namenszusatz „Sir“ führte.

### Aufstieg zum Flottenadmiral und Erster Seelord

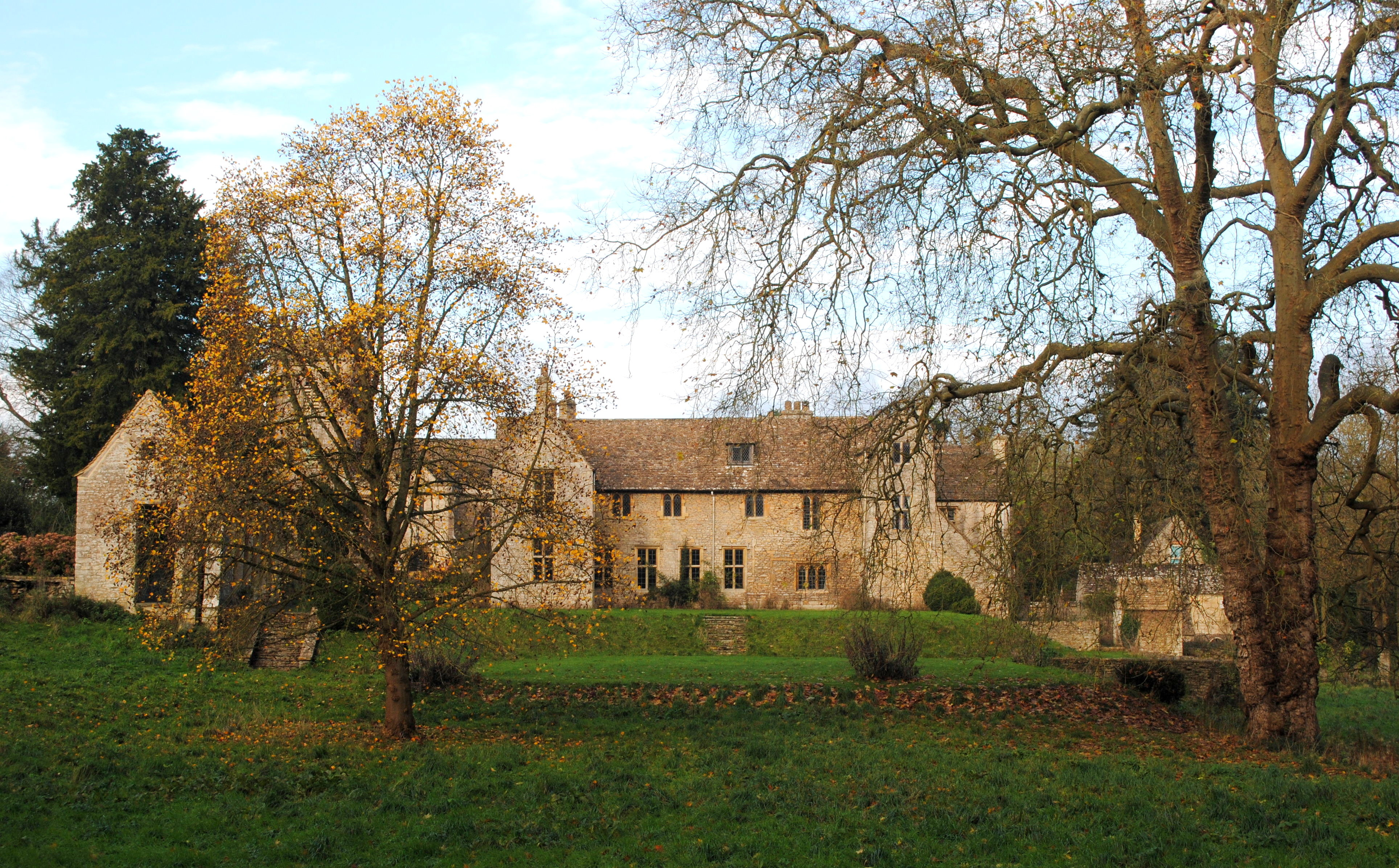
Frederick Richards verstarb im Herrenhaus Horton Court in der Grafschaft Gloucestershire.

Nach seiner Rückkehr wurde Frederick Richards am 9. Juni 1882 zum Konteradmiral (Rear-Admiral) befördert und wechselte in die Admiralität, in der er zwischen Juli 1882 und Mai 1885 als Vierter Seelord (Fourth Sea Lord and Chief of Naval Supplies) für Verpflegung, Nachschub, Transport und medizinische Versorgung zuständig war. Im Anschluss übernahm er im Mai 1885 den Posten als Oberkommandierender des Marine-Stützpunktes Ostindien (Commander-in-Chief, East Indies Station) und behielt diesen bis Februar 1888. Während dieser Zeit nahm er am Dritten Anglo-Birmanischen Krieg teil, der vom 7. November bis 29. November 1885 stattfand und mit einem britischen Sieg endete, woraufhin es zum Ende der Konbaung-Dynastie in Birma kam. Am 25. Oktober 1888 erfolgte seine Beförderung zum Vizeadmiral (Vice-Admiral), woraufhin er im November 1890 Vizeadmiral Nowell Salmon als Oberkommandierender des Marine-Stützpunktes China (Commander-in-Chief, China Station) ablöste. Er hatte diese Funktion bis Februar 1892 inne und wurde danach von Vizeadmiral Edmund Fremantle abgelöst.
Nach seiner Rückkehr fungierte er als Nachfolger Vizeadmiral Henry Fairfax von Mai 1892 bis zu seiner Ablösung durch Vizeadmiral Walter Kerr im November 1893 als Zweiter Seelord (Second Sea Lord and Chief of Naval Personnel) und war als solcher für die Personalfragen der Royal Navy zuständig. In dieser Verwendung wurde er am 20. Februar 1895 zum Vizeadmiral (Vice-Admiral) befördert. In dieser Funktion erfolgte am 1. September 1893 seine Beförderung zum Admiral (Admiral). Zuletzt trat Admiral Richards im November 1893 die Nachfolge von Admiral Anthony Hoskins als Erster Seelord (First Sea Lord) an. Er bekleidete diesen Posten fast sechs Jahre lang bis August 1899 und wurde danach erneut von Admiral Walter Kerr abgelöst. 1895 erfolgte die Verleihung des Großkreuzes des Order of the Bath (GCB). Am 29. November 1899 erfolgte seine Beförderung zum Flottenadmiral (Admiral of the Fleet).
Frederick William Richards, der auch Ehrendoktor des Zivilrechts der University of Oxford sowie Fellow der Royal Geographical Society (FRGS) war, war von 1866 bis zu deren Tode 1880 mit Lucy Brooke verheiratet.